# Henry Bryant
Henry Bryant (Boston, 12 maggio 1820 – Porto Rico, 21 febbraio 1867) è stato un medico e naturalista statunitense.
Specialista di ornitologia, entrò in possesso della collezione di uccelli di Frédéric de Lafresnaye.
Era nonno del celebre oceanografo Henry Bryant Bigelow (1879-1967).